# 2005 GV210

2005 GV210 est un objet transneptunien du groupe des plutinos. 

## Caractéristiques
2005 GV210 mesure environ 200 km de diamètre.